# Saud bin Rashid Al Mu'alla
Saud bin Rashid Al Mu'alla (in arabo سعود بن راشد المعلا‎?; Umm al-Qaywayn, 1º ottobre 1952) è un militare e politico emiratino attualmente emiro di Umm al-Qaywayn e membro del Consiglio supremo federale degli Emirati Arabi Uniti dal 2 gennaio 2009.

## Biografia
Saud bin Rashid è nato il 1º ottobre 1952.
Ha ricevuto l'istruzione elementare ad Umm al-Qaywayn prima di frequentare il liceo in Libano. Si è laureato in economia presso l'Università del Cairo in Egitto, nel 1974.
È stato nominato comandante della guardia dell'emiro nel 1977. Nel 1979, è stato nominato Capo della Corte (Diwan) e poi principe ereditario nel 1982.